# Nadzor rojstev
Nadzor rojstev (imenovano tudi načrtovanje rojstev, načrtovanje družine, preprečevanje zanositve, ali kontracepcija) je vsak načrt ali metoda za preprečevanje ali zmanjšanje verjetnosti zanositve, ne da bi se pri tem izogibali spolnim odnosom. Od umetne prekinitve nosečnosti se razlikuje po tem, da nadzor rojstev skuša preprečiti, da bi do nosečnosti sploh prišlo, medtem ko splav prekine nosečnost, ki se je že začela.
Nadzor rojstev je v mnogih kulturah in verstvih kontroverzna politična in etična tema. Obstajajo različne stopnje nasprotovanja, vključno s tistimi, ki nasprotujejo vsakršnem nadzoru rojstev razen vzdržnosti; tistimi, ki nasprotujejo nadzoru rojstev z metodami, ki se jim zdijo »nenaravne«, medtem ko dopuščajo naravno načrtovanje družine; in tistimi, ki podpirajo večino oblik nadzora rojstev, ki preprečuje oploditev, vendar nasprotujejo metodam načrtovanja rojstev, ki oplojenemu jajčecu preprečijo, da bi se pritrdilo na maternico in začelo nosečnost.

## Zgodovina nadzora rojstev
Najstarejše metode nadzora rojstev so najverjetneje coitus interruptus, pregradne metode, rastlinski abortivi, in poskusi, da bi se spolno združevali le ob neplodnih dnevih ženske, pogovorno znano kot koledarska ali ritmična metoda. Čeprav se zdi, kot da bi bila ritmična metoda dobra izbira, podrobnosti menstrualnega cikla ženske niso odkrile do zgodnjega 20. stoletja. Poleg tega se lahko zaradi stresa ali drugih vplivov menstrualni cikel spremeni, tako da naravne metode spadajo med manj zanesljive.
Coitus interruptus - prekinjen spolni odnos, pri katerem moški pred izlivom izvleče penis iz nožnice - je verjetno starejši od katerekoli druge oblike preprečevanja zanositve; ko je bila vzročna povezava med vnosom sperme v nožnico in nosečnostjo znana (ali so nanjo vsaj sumili), so nekateri moški verjetno začeli obvladovati navale strasti in se pravočasno odmaknili. To ni posebej zanesljiva metoda kontracepcije, saj majhna količina predsemenske tekočine, ki se izloča pred izlivom, še vedno vsebuje semenčice. Vendar zanjo ni treba posebne opreme in je še vedno boljša kot nič.
Med ljudstvom se je pojavilo prepričanje, da izpiranje nožnice neposredno po spolnem odnosu prepreči zanositev, vendar to zaradi narave tekočin in zgradbe ženskih rodil ne deluje - če sploh kaj, se pri izpiranju sperma odplakne še bolj proti maternici. Rahlo spermicidičen učinek se lahko doseže z rahlo kislo raztopino vode, vendar v splošnem to ni učinkovita metoda.
Razlog, da prekinitev odnosa in izpiranje navadno nista zelo učinkovita je, da moški ejakulat tipično sestoji iz približno 5 ml (1 čajne žličke) tekočine, ki prenaša več kot 500 milijonov semenčic, od katerih teoretično za povzročitev razmnoževanja zadostuje ena sama. Torej tudi mala količina ejakulata več kot zadostuje.
Poleg tega moški pred izlivom tipično izpusti majhne količine semenske tekočine in semenčic (predsemenske tekočine), ker je med erekcijo spolno vzburjen in ker nožnica med občevanjem penis stimulira. Domnevajo, da je predsemenska tekočina poskus penisa, da bi navlažil nožnico, in poskus uravnavanja kislosti ženske nožnice in moškega sečevoda (kislost povzroča navadna raba penisa, ki izloča urin). Te male količine predsemenske tekočine lahko vsebujejo več kot 30.000 semenčic v vsakem brizgu; kot rečeno, za zanositev zadostuje le ena.
Obstajajo zgodovinski zapisi, po katerih so egipčanske ženske že okoli leta 1850. pr. n. št. uporabljale prepono iz različnih kislih snovi (omenja se krokodilje blato) ter navlaženo z medom ali oljem, ki naj bi bila do neke mere učinkovita pri pobijanju semenčic. Vendar je pri tem treba vedeti, da je bila moška spolna celica odkrita šele z van Leeuwenhoekovo iznajdbo mikroskopa v poznem 17. stoletju, zato uporabnice pregradnih metod pred tem niso mogle poznati podrobnosti zanositve. Vzhodnjaške ženske so kot prepono uporabljale naoljen papir, Evropejke pa vosek. Kondom se je pojavil nekje v 17. stoletju, sprva izdelan iz živalskih črev. Ni bil posebno priljubljen, niti tako učinkovit kot sodobni kondomi iz lateksa, vendar je služil tako za zaščito pred zanositvijo, kot tudi v upanju za preprečitev sifilisa, ki je pred pojavom antibiotikov strašil in uničeval življenja mnogih.
V človeški zgodovini so uporabljali tudi različna splavila. Nekatera od njih so bila učinkovita, nekatera tudi ne; tista, ki so bila najbolj učinkovita so tudi imela najhujše stranske učinke. Ker zaužitje določenih strupov lahko podre razmnoževalni sistem ženske, so ženske v ta namen pile raztopine z živim srebrom, arzenom, in drugimi strupenimi snovmi. Grški ginekolog Soran je v 2. stoletju n. št. ženskam priporočal pitje vode, v kateri kovači hladijo kovine. Med ljudstvom sta bila kot splavilo znana navadni vratič in plazeča meta, vendar sta oba »delovala« tudi kot strup za ženske. Ravni dejavnih kemikalij v teh rastlinah, ki bi povzročile splav, so dovolj visoke tudi, da poškodujejo jetra, ledvice in druge organe, zaradi česar so zelo nevarne. V časih, ko je bilo tveganje zaradi poporodnih komplikacij zelo veliko, pa se je tveganje in stranski učinki strupenih učinkovin zdelo manj pomembno.
Znano je, da so arabski trgovci kamelam v maternico vstavljali majhen okrogel kamen, da bi na poti preprečili njihovo zanositev; koncept, ki je zelo podoben sodobnemu materničnem vložku, vendar se ne zdi verjetno, da bi to uporabljali tudi pri ljudeh, saj je bilo vedenje o ženskih rodilih do 20. stoletja zelo omejeno, kirurške tehnike pa slabe. Pred letom 1939 so ženskam v maternico kot sredstvo proti zanositvi vstavljali Gräfenburgov obroč, upogljiv obroč iz srebrne žice.
Oralna kontracepcija se ni pojavila do srede 20. stoletja, ko so znanstveniki bolje razumeli proces zanositve, napredek v biokemiji pa je omogočil izolacijo (in pozneje sintezo) hormonov, ki nadzorujejo menstrualni cikel. Prva kontracepcijska tableta - Enovid - se je po Pincusovih raziskavah v 1950. v ZDA pojavila leta 1960.

## Metode nadzora rojstev
Tradicionalne metode - nekatere bolj alternative - nadzora rojstev so:
- celibat ali spolna vzdržnost;
- spolnost brez vaginalne združitve; npr. analni ali oralni odnos;
- prekinitev, tj. coitus interruptus;
- ritmična metoda

Sodobne metode:
- pregradne metode
  - kondom
  - ženski kondom
  - diafragma
  - cervikalna kapica
  - kontracepcijska spužva

- kemijske metode
  - peroralni kontraceptivi (»tabletke«)
  - vsadki (kot je Norplant)
  - moška tableta
  - depojska injekcija
  - spermicidi
  - kontracepcijski obliž
  - postkoitalna tableta

- naravno načrtovanje družine (znano tudi kot »metode zavedanja plodnosti«)
  - bazalna temperatura
  - Billingsova metoda (opazovanje sluzi materničnega vratu)
  - simptotermalna metoda
  - metoda opazovanja sline
  - metoda laktacijske amenoreje

- druge metode
  - rastlinska kontracepcija
  - maternični vložek
  - kirurška sterilizacija: vazektomija za moške in prevezava jajcevodov za ženske
  - kemijska ali kirurška prekinitev nosečnosti - nekateri je ne priznavajo za nadzor rojstev, ker že pride do nosečnosti

Pred sodobno dobo so obstajali kondomi in rastlinske metode za nadzor rojstev. Rastlinske metode so bile različno uspešne, uporabljale pa so se na Kitajskem in v Evropi.

## Verski in kulturni pogledi na nadzor rojstev

### Protestantstvo
Na splošno je krščanstvo imelo mešane poglede na nadzor rojstev in njegovo vlogo v družbi. Pred letom 1930 so v glavnem vse večje veje krščanstva, vključno z glavnima reformatorjema, Luthrom in Calvinom, obsojale nadzor rojstev. To stališče je omilila lambethška konferenca anglikanske cerkve leta 1930 in večina protestantskih skupin je v 20. stoletju sledila temu zgledu, čeprav nekateri posamezni protestanti zagovarjajo tradicionalen pogled, da je uporabljati kontracepcijo narobe.
Stališče protestantske ameriške evangeličanske luteranske cerkve, ki zajema večino luteranskih cerkva v ZDA, je, da je treba pare, ki se ne čutijo poklicani, da bi zanosili, spoštovati in da se od njih pričakuje uporaba varnih in učinkovitih kontraceptivov. Druge luteranske in prezbiterijanske organizacije, kot tudi protestantske skupine na splošno, imajo lahko drugačne poglede.
Tudi stališče evangeličanske cerkve na Slovenskem je, da načrtovanje družine s kontracepcijskimi sredstvi ni greh, ter da je omejevanje spolnosti samo na reprodukcijo protinaravno. Ta cerkev vernicam tudi dopušča umetni splav kot rešitev v nekaterih izjemnih primerih, ter se zavzema za družine s toliko otroci, da imajo lahko zagotovljeno dostojno življenje.

### Katolištvo
Katoliška cerkev nasprotuje umetni kontracepciji, ker po njenem mnenju ne ustreza idealu zakonske ljubezni, podpira pa naravno načrtovanje družine. Stališče izvira že iz začetkov krščanstva in je izraženo v besedilih, kot so Didahe, Barnabovo pismo in Druga apologija sv. Justina. O tematiki so pisali tudi Klemen Aleksandrijski, Origen, Hieronim, Janez Zlatousti, Avguštin in drugi.
Cerkev je nauk glede nadzora rojstev potrdila 1930 z encikliko Casti Connubii, v kateri papež Pij X. poleg reproduktivnega vidika spolnosti poudarja tudi njen združevalni vidik, in kasneje z encikliko Humanae Vitae 1968 papeža Pavla VI., ki ima združitveni in roditveni namen spolnega dejanja za neločljiva. Izhodišča slednje okrožnice je poglobil Janez Pavel II., zlasti s predavanji o teologiji telesa, ki jih je v knjigi zbral Christopher West. Poljski svetnik v apostolski spodbudi Familiaris consortio piše, da izločitev roditvenega namena iz spolnosti izključuje tudi združitveni smisel, ki zakonca neguje k rasti medsebojnega odnosa in intimnosti. Z umetno kontracepcijo torej, kot povzema Katekizem, "ni le dejansko odklonjena odprtost življenju, temveč je zmaličena tudi notranja resničnost zakonske ljubezni, ki naj bi bila podaritev celotne osebe." Nasprotno pa metode naravnega načrtovanja družine "spoštujejo telo zakoncev, spodbujajo nežnost med njima in podpirajo vzgojo k pristni svobodi" (KKC 2370).
Ideal spolnosti je za Cerkev zakonska ljubezen moškega in ženske, ki se drug drugemu podarjata popolnoma: "Spolnost se na resnično človeški način uresničuje le, če je vključena v tisto ljubezen, s katero se mož in žena brezpogojno do smrti zavežeta drug drugemu." Takšno zedinjenje zakoncev KKC opisuje kot "nekaj dobrega in častnega" in kot "vir veselja in ugodja", pri čemer ni nič napačnega, če zakonca to ugodje in zadovoljstvo telesa in duha izkušata (KKC 2362).
Pari, ki se želijo cerkveno poročiti, se morajo udeležiti predzakonskega tečaja, kjer jim duhovnik in laiki skušajo pomagati sprejeti zakon "kot poklicanost, ki ju pelje naprej, s trdno in realistično odločenostjo, da bosta vse preizkušnje in težke trenutke preživela skupaj." Poleg formalnosti se predstavi tudi pomen duhovnosti in zakramentov za zakonsko življenje, načela dobre komunikacije in vzgoje ter metode naravnega načrtovanja družine in odgovornega starševstva.

### Islam
Koran ne vsebuje eksplicitne izjave o moralnosti preprečevanja rojstev, pač pa vsebuje izjave, ki pozivajo k spočetju. Sčasoma so se oblikovale različne razlage, in v času tega pisanja v spletu zlahka najdemo razprave, ki zavzemajo različna stališča. Zgodnja muslimanska literatura opisuje različne kontracepcijske metode, študija, ki jo je sponzorirala egiptovska vlada pa je ugotovila, da z moralnega stališča ni bil sprejemljiv samo azl (coitus interruptus), pač pa katerakoli podobna metoda, ki ni povzročala sterilnosti. Različne šole islama gledajo na to različno, kot tudi na druga vprašanja islamske morale. V Iranu kontracepcijskih metod ne priporočajo le poročenim parom, pač pa s plakati in oglasi k njihovi uporabi spodbujajo tudi mladostnike.

### Judovstvo
Dejavno preprečevanje nosečnosti je kršitev zapovedi »plodite se in množite« (Geneza 1:22). Rabinske avtoritete nadalje smatrajo kot možno (ki ni splošno sprejeta), da zveza, ki po definiciji ne more voditi v nosečnost, pomeni »stresanje semena na tla«, Onanov greh (Geneza 38:9).
Možnost kontracepcije se pojavlja v Talmudu (traktat Yevamot 12b), kjer govori o rabi vstavkov za ženske, ki so premlade, da bi zanosile, so trenutno noseče, ali dojijo. V vsakem od teh primeru je bodisi ženska bodisi njen otrok v nevarnosti resnih komplikacij, zato je to podlaga, da mnoge rabinske avtoritete dovoljujejo kontracepcijo, če bi nosečnost resno škodila ženski. V teh primerih imajo raje najbolj »naravno« metodo: ker raba kondoma ali vstavka ustvarja fizično pregrado, imajo avtoritete raje tabletke (ali tudi spirale).
Kontracepcijski ukrepi, ki vodijo v trajno sterilnost, posebno moško (npr. po vazektomiji), so problematični in sterilizirani mož se morda mora ločiti od svoje žene (kar temelji na Devteronomiju 23:2).
Takšna pravila glede nadzora rojstev zadevajo tradicionalistične veje judovstva (med drugimi vključno z ultra-ortodoksnimi in moderno-ortodoksnimi sektami) bolj kot ostale, zaradi njihovega striktnega upoštevanja židovski zakon (halakhah). Ko se ortodoksni židovski pari odločajo za rabo kontraceptivov, se v splošnem posvetujejo z rabinom, ki ugotovi potrebo za vmešavanje v naravo in izbere metodo, ki je ustrezna s stališča židovskega zakona. Liberalne veje judovstva (vključno z reformističnim, rekonstrukcionističnih in konzervativnim gibanjem; posebej v zahodni družbi) te ureditve zadevajo dosti manj, saj je njihov poudarek na priredbi halkhaha sodobnem življenju, namesto da bi mu slepo sledili. Mnogim sodobnim Židom se zdi, da prednosti, ki jih prinaša nadzor rojstev - zdravje ženske, stabilnost družine in preprečevanje bolezni - bolj podpirajo judovsko zapoved »izberite življenje« kot pa kršijo zapoved »plodite in množite se«.
Zanimivo je, da v judovstvu občutno uporabljajo kontracepcijsko tableto mlade neveste. Zakoni družinske čistosti ukazujejo, da do občevanja ne sme priti medtem, ko ima ženska menstruacijo (glej niddah). Mnoge neveste se zato odločijo, da kratek čas uravnavajo svoje mesečno perilo, da zmanjšajo možnost menstruacije ravno na poročno noč.
Na splošno uvedba oralne kontracepcije v judovskih krogih ni povzročila zmede, ki jo je povzročila v drugih verskih skupinah. Sledil ji je kup odgovorov rabinskih avtoritet (poskim), ki so določile pravi odnos do tega novega pojava. Presenetljivo malo je bilo govora o morebitni povečani promiskuiteti (znutu).